# Zlotogora-Ogur-Syndrom
Das Zlotogora-Ogur-Syndrom ist eine sehr seltene angeborene Unterform der Ektodermalen Dysplasie mit den Hauptmerkmalen Gesichtsauffälligkeiten, Lippen-Kiefer-Gaumenspalte, Zahnauffälligkeiten, Syndaktylie und geistige Behinderung.
Synonyme sind: Lippen-Kiefer-Gaumen-Spalte – Syndaktylie - Pili torti; Lippen-Kiefer-Gaumen-Spalte-ektodermale Dysplasie-Syndrom; Syndaktylie - ektodermale Dysplasie – Lippen-Kiefer-Gaumen-Spalte; Zlotogora-Zilberman-Tenenbaum-Syndrom; Dysplasie, ektodermale, Typ Margarita Island; englisch CLEFT Lip/Palate-Ectodermal Dysplasia Syndrome; CLPED1
Die Bezeichnung bezieht sich auf die Erstautoren der Erstbeschreibung aus dem Jahre 1994 durch den Israelischen Humangenetiker Joel Zlotogora.

## Verbreitung
Die Häufigkeit ist nicht bekannt, bislang wurde über etwa 50 Betroffene berichtet. Die Vererbung erfolgt autosomal-rezessiv.

## Ursache
Der Erkrankung liegen Mutationen im PVRL1-(NECTIN1)-Gen auf Chromosom 11 Genort q23.3 zugrunde, welches für den Rezeptor Nectin-1 kodiert.

## Klinische Erscheinungen
Klinische Kriterien sind:
- spärliche gewundene Haare, auch Augenbrauen
- Hypohidrose, trockene Haut, Hyperkeratose
- abnorme Zähne, Hypodontie bis Fehlen von Zähnen
- Gesichtsauffälligkeiten, Ohrmuscheln, Mikrognathie, Lippen-Kiefer-Gaumenspalte bds.
- Syndaktylie an Fingern und Zehen, eventuell Nageldystrophie

Hinzu können geistige Behinderung, Schwerhörigkeit, Auffälligkeiten der Brustwarzen, am Harn- und Geschlechtsapparat und andere kommen.

## Differentialdiagnose
Abzugrenzen ist das EEC-Syndrom sowie das Rosselli-Gulienetti-Syndrom.